# 1958 في تونس
فيما يلي قوائم الأحداث التي وقعت خلال عام 1958 في تونس.

## سياسة

### تعيين في المنصب
- 7 نوفمبر – الحبيب بورقيبة الابن سفير تونس في فرنسا.

### انتهاء فترة المنصب
- 17 أكتوبر – محمد المصمودي سفير تونس في فرنسا.

## مواليد

### يناير
- 1 يناير – أمينة الصرارفي
- 1 يناير – خالد قدور وزير تونسي.
- 27 يناير – عمر منصور

### فبراير
- 22 فبراير – قيس سعيد

### مارس
- 2 مارس – لطفي عيسى مؤرخ تونسي.

### أبريل
- 1 أبريل – تميم عبده ممثل تونسي.

### يونيو
- 1 يونيو – علي مصباح ممثل تونسي.
- 27 يونيو – طارق المكي سياسي تونسي.

### يوليو
- 10 يوليو – نور الدين البحيري سياسي من تونس.

### أغسطس
- 4 أغسطس – سيلفان شالوم سياسي إسرائيلي.

### سبتمبر
- 23 سبتمبر – مريم ميزوني سباحة تونسية.

### أكتوبر
- 9 أكتوبر – محمد سلمان سياسي تونسي.
- 12 أكتوبر – مونية بن جميع نسوية تونسية.
- 20 أكتوبر – هشام الخلصي
- 24 أكتوبر – مصطفى صاحب الطابع سياسي تونسي.

### نوفمبر
- 3 نوفمبر – إسماعيل الفتحلي

## وفيات

### يناير
- 1 يناير – حسونة العياشي (مواليد 1873) سياسي تونسي.

### مايو
- 11 مايو – علي البلهوان (مواليد 1909) سياسي تونسي.

### نوفمبر
- 26 نوفمبر – صليحة (مواليد 1914) مغنية تونسية.